# Sha Tin District
Sha Tin District (chinesisch 沙田區 / 沙田区, Pinyin Shātián Qū, Jyutping Saa1tin4 Keoi1) ist ein Distrikt Hongkongs und befindet sich in den New Territories nördlich von Kowloon. In Sha Tin befinden sich die beiden großen Satellitenstädte Sha Tin New Town und Ma On Shan New Town. Ab den 1970er Jahren wurden durch die britische Kolonialregierung am Shing-Mun-Fluss systematisch sogenannte New Towns (deutsch neue Städte) als städtische Verdichtung errichtet.
Die Fläche des Distrikts beträgt 69,27 km². Die Bevölkerung beläuft sich auf 630.000 Einwohner, davon 295.000 Männer und 335.000 Frauen, und entspricht 8,9 % der Gesamtbevölkerung Hongkongs. Sha Tin ist der bevölkerungsreichste Distrikt Hongkongs, wobei fast alle Einwohner in einer der beiden New Towns leben. Ausgelegt sind die Planstädte für bis zu 735.000 Einwohner auf einer Stadtfläche von 35,91 km².
Im Sha Tin District befindet sich Hongkongs zweitälteste Hochschule, die Chinesische Universität Hongkong, und die zweite Pferderennbahn des Hong Kong Jockey Clubs, der Sha Tin Racecourse, neben der älteren Rennbahn am Happy Valley auf Hong Kong Island.

## Verkehr
Mehrere Stadtautobahnen durchqueren oder enden in Sha Tin: Route 1, Route 2, Route 8 und Route 9. Die East Rail Line des Mass Transit Railway hält an mehreren Stationen. An der Tai Wai Station kann man von der East Rail Line in die Ma On Shan Line umsteigen, die von Sha Tin bis Ma On Shan fährt.